# Глатт
Глатт (нем. Glatt) — река в Германии, протекает по земле Баден-Вюртемберг. Левый приток Неккара. Длина реки — 37 км, площадь водосборного бассейна — 229 км².
Река Глатт берёт начало в местечке Ах (район Дорнштеттена). Течёт в южном направлении через населённые пункты Глаттен и Ляйнштеттен. Затем поворачивает на восток и впадает в Неккар в районе деревни Неккархаузен. Высота истока составляет 572 м, высота устья — 404 м.